# Indiai kenderpálma
Az indiai kenderpálma (Trachycarpus takil) az egyszikűek (Liliopsida) közé tartozó pálmafélék (Arecaceae) családjának egy faja.

## Elterjedése
India északnyugati részén, Uttarakhand államban őshonos, a Himalája magashegységi élőhelyein. A hegyoldalakon egészen 2400 méter tengerszint feletti magasságig felkapaszkodik. Egyedszáma az elmúlt évtizedekben nagyon megcsappant.

## Megjelenése
Rendkívül hasonlít a jóval ismertebb kínai kenderpálmára (Trachycarpus fortunei), de törzséről a kenderszerű bevonat viszonylag hamar leválik, így idősebb korában csupasz törzséről könnyen felismerhető. A 15 méternél is magasabbra nő; levélkoronája nagy, látványos. Legyező alakú levelei sötétzöldek, bemetszésük nem olyan mély, mint a kínai kenderpálmáé. Magja sötétbarna, vese alakú.

## Életmódja
Fiatal korában érzékeny a száraz levegőre és a tűző napfényre. A forró éjszakákat is rosszul tűri; ez ellen esti permetezéssel védekezhetünk. Valószínűleg ez a leginkább hidegtűrő pálmafaj; egyes beszámolók szerint a -18 °C-os hőmérsékletet is kibírja.
Magjai könnyen, 8–12 hét alatt kicsíráznak. A kínai kenderpálmával könnyen keresztezhető.